# Watson, Arkansas
Watson là một thành phố thuộc quận Desha, tiểu bang Arkansas, Hoa Kỳ. Năm 2010, dân số của thành phố này là 211 người.

## Dân số
- Dân số năm 2000: 288 người.
- Dân số năm 2010: 211 người.